# Étienne de Besançon
Étienne de Besançon (décédé le 22 novembre 1294 à Lucques en Italie) était membre de l'Ordre des Prêcheurs, dont il fut maître. Il commence ses études en 1273 et obtient le grade de bachelier (Baccalaureus biblicus) en 1286. En 1288, il décroche la maîtrise de la Faculté de Théologie de l'Université de Paris. Puis il prend la tête de la province du Nord de la France de l'Ordre des Prêcheurs en 1291, avant de devenir dirigeant de l'ordre en 1292. Étienne tente de réformer l'ordre afin de lui redonner ses valeurs fondamentales, mais il meurt en route après être revenu d'un voyage d'inspection à Rome.